# ظريب السوق
ظريب السوق  إحدى قرى الثنية التابعة لمحافظة بيشة، وتبعد عن المدينة بمسافة 40كم غربا وهي متوسطة في قرى الثنية المتكونة من أكثر من 20 قرية، وتقع على الضفة الشمالية لوادي تبالة الذي ينبع من جبال سبت العلايا ويمر عبر تبالة والثنية ويصب في وادي بيشة قرب الصبيحي، ويسكن ظريب السوق قبيلة العطاوين من قبائل أكلب، وبها سوق الثلاثاء الأسبوعي ولتوسطه فانه يعتبر من أكبر أسواق محافظة بيشة، وسميت القرية باسم جبل بنيت عليه يسمى (ظرب) وكان السوق أسفله في الأرض المنبسطة، وهي قرية قديمة بسكانها وعمرانها، وقد ارتبطت بقرية المخرم بالمباني والسكان لتصبح امتداد عمراني واحد.